# Britisch-Schweizerisches Parlamentarier-Skirennen
Das Britisch-Schweizerische Parlamentarier-Skirennen ist ein Skiwettbewerb, welches jährlich in Davos anlässlich der Anglo-Swiss Parliamentary Ski Week stattfindet. Das Rennen wird seit 1956 ausgetragen. Es gilt als ältester Parlamentarier-Sportanlass der Welt. Teilnahmeberechtigt sind Parlamentarier und Regierungsmitglieder aus der Schweiz und dem Vereinigten Königreich. Es finden ein Parallelslalom und ein Riesenslalom statt.
Sir Arthur Conan Doyle schrieb 1899 einen Artikel über das Skifahren in Davos. Der Text machte diesen Ort vor allem bei den Engländern sehr beliebt und zog folglich viele Gäste aus Grossbritannien an. Die Idee zu einem Skiwettkampf stammt aus dem Jahr 1956, als in Davos britische Members of Parliament im Hotel «Flüela» zufällig auf Schweizer Parlamentarier, die anlässlich einer Kommissionssitzung dort waren, trafen. Spontan massen sie sich in einem Skirennen. Die erste organisierte Austragung fand 1957 statt, logiert wird seither immer im Hotel Flüela.

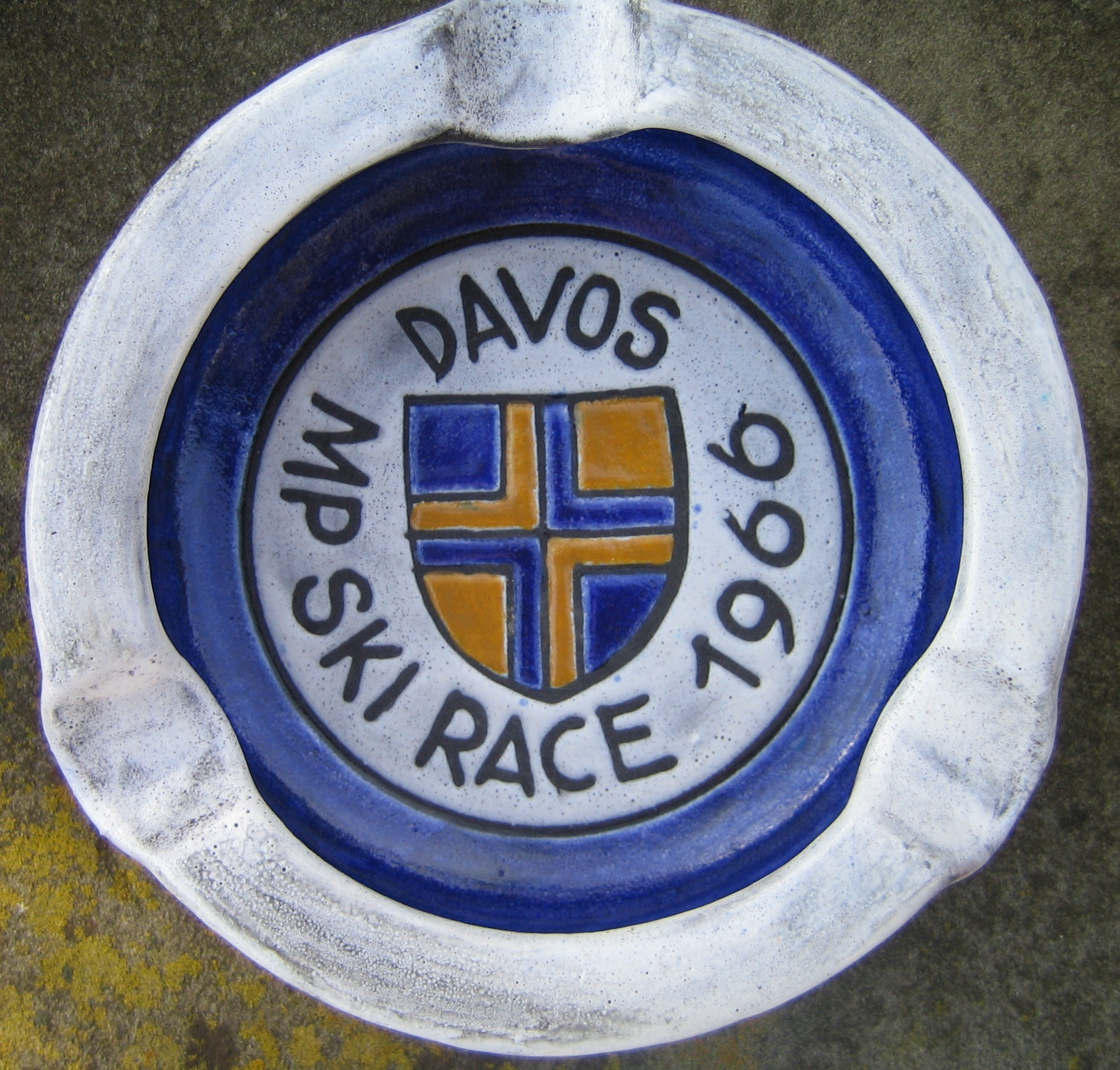
Aschenbecher: MP SKI RACE 1966 DAVOS mit Davoser Wappen

Nachdem der Anlass zwischenzeitlich etwas eingeschlafen war, hat der anglophile ehemalige FDP-Nationalrat René Bühler ihn 1963 wiederbelebt. Bühler, Mühlen- und Maschinenfabrikant aus Uzwil SG, dessen Schwester Marcelle an den Olympischen Spielen 1936 im Ski Alpin teilnahm, ist zum Mäzen dieses Anlasses geworden. Während zu früheren Zeiten der Anlass eher gesellschaftlich, wirtschaftlich und politisch geprägt war, stehen heute vermehrt die Vertiefung der Freundschaft und der Plausch am Skisport im Vordergrund. Im Januar 2006 beehrte Prinz Edward das 50Jahr-Jubiläum der Anglo-Swiss Parliamentary Ski Week mit einem Besuch in seiner Eigenschaft als Ehrenpräsident des britischen Skiverbandes.
In den 1960er-Jahren entschied der sanktgaller SP-Nationalrat Florian Vetsch mehrere Ausmarchungen in Folge für sich (1965, 1966, 1967), bis er vom Schweizer Skirennfahrer und Politiker SP-Nationalrat Fred Rubi abgelöst wurde. Von britischer Seite war das konservative Oberhaus-Mitglied Sir Ian Orr-Ewing vorne mit dabei; so erlangte er im Jahre 1966 in der Kombination den dritten Rang. 
Die meisten Siege in den 2000er-Jahren verbuchten der Schweizer SVP-Ständerat This Jenny aus dem Kanton Glarus mit fünfzehn Siegen, sowie seine Parteikollegin Nationalrätin Jasmin Hutter aus dem Kanton St. Gallen, gefolgt vom Präsidenten von Swiss Olympic Nationalrat Jürg Stahl bei den Herren und CVP-Nationalrätin Andrea Gmür-Schönenberger bei den Damen. In die vorderen Ränge fuhr auch der Brite Rt. Hon. Denis MacShane, ein Mitglied der Labour Partei.
Im Jahr 2019 entschied SP-Nationalrat Adrian Wüthrich das Rennen bei den Herren für sich, und Nationalrätin Andrea Gmür-Schönenberger siegte wiederum bei den Damen.